# Олисе, Сандей
Са́ндей Оли́се (англ. Sunday Oliseh; родился 14 сентября 1974, Абаво, Порт-Харкорт, Нигерия) — нигерийский футболист, игравший на позиции полузащитника, ныне тренер.

## Биография

### Клубная карьера
Сандей Олисе родился в Нигерии, в местечке Абаво близ города Порт-Харкорт. Свою футбольную карьеру Сандей начал в 16-летнем возрасте в команде «Юлиус Бергер». В 1990 году, Сандей вместе с родителями переехал в Бельгию, чтобы выступать за «Льеж», в своём новом клубе Олисе в первом сезоне отыграл всего 3 игры. В последующих сезонах Сандей регулярно появлялся в составе «Льежа», за четыре года проведя 75 матчей и забив 3 мяча.
В 1994 году Олисе перешёл в итальянскую «Реджану» из города Реджо-нель-Эмилия. В чемпионате Италии Сандей провёл 29 матчей и забил 1 мяч. По итогам сезона 1994/95 «Реджана» покинула серию А, заняв предпоследнюю 18 строчку в турнирной таблице. Олисе не стал оставаться в клубе, и в 1995 году перешёл в немецкий «Кёльн». Попав в команду середняка чемпионата Германии, Олисе сразу попал в основной состав. В «Кёльне» Сандей провёл два года, проведя 54 матча и забив 5 мячей. Его игра за «Кёльн» не оставила без внимания селекционеров нидерландского «Аякса», в который он перешёл в 1997 году.
В звёздном составе «Аяксе» Олисе был одним из лучших, проведя за сезона в чемпионате Нидерландов 54 матча и забив 8 мячей, Олисе стал чемпионом Нидерландов в 1998 году и двукратным обладателем Кубка Нидерландов в 1998 и 1999 году. В 1999 году, Сандей перешёл в итальянский «Ювентус», но в основном составе закрепиться не смог, выйдя всего в 8 матчах. В 2000 году Олисе перешёл в немецкую «Боруссию» из Дортмунда, трансфер нигерийского игрока обошёлся немцам в $ 6,8 млн.
В своём первом сезоне за дортмундскую «Боруссию» Сандей провёл 22 матча, а его команда заняла третье место в чемпионате Германии сезона 2000/01, и попала в розыгрыш кубка Лиги чемпионов. В еврокубковом сезоне 2001/02 «Боруссии» предстояло встретиться с украинским «Шахтёром» в третьем квалификационном раунде. В гостевом матче в Донецке «Боруссия» победила 2:0, а Олисе отметился голом на 73 минуте матча. В ответном матче «Боруссия» победила 3:1, Олисе провёл на поле все 90 минут. Пройдя «Шахтёр», «Боруссия» попала в групповую стадию в одну группу с «Ливерпулем», «Боавиштой» и с «Динамо» из Киева. Сандей провёл 5 матчей в группе из 6, но «Боруссия» заняла только 3 место в группе, дающее право выступления в 3-м раунде Кубка УЕФА. В Кубке УЕФА 2001/02 Олисе провёл 7 матчей, а «Боруссия» дошла до финала, где уступила нидерландскому «Фейеноорду» 3:2, в финале Сандей участие не принимал. В чемпионате Германии 2001/02 Олисе стал чемпионом Германии проведя за команду 18 матчей и забив 1 гол, «Боруссия» всего на одно очко опередила «Байер 04».
В 2002 году Олисе перешёл на правах аренды в другой немецкий клуб «Бохум», за 1,5 года Сандей провёл 32 матча в которых отличился 1 мячом. Но «Бохуму» пришлось разорвать договор аренды, в связи с инцидентом произошедшим после матча чемпионата Германии против «Ганзы», Олисе повздорил с иранским одноклубником Вахидом Хашемяном, в драке которому сломал нос. После возвращения в «Боруссию» Олисе провёл 11 матчей, но руководство команды решило разорвать с ним соглашение действующее до лета 2005 года.
В 2005 году, будучи свободным агентом, Олисе перешёл из «Боруссии» в бельгийский «Генк». В составе «Генка» Сандей провёл 16 матчей, после которых 23 января 2006 года он завершил карьеру по личным причинам.

### Национальная сборная
В составе национальной сборной Нигерии Олисе дебютировал в 1993 году, спустя год Сандей стал обладателем Кубка Африканских Наций 1994, розыгрыш кубка проходил в Тунисе. В финале сборная Нигерии со счётом 2:1 победила сборную Замбии. В 1996 году Олисе в составе олимпийской сборной Нигерии стал олимпийским чемпионом, футбольный турнир проходил в США в городах Орландо, Майами и Афенсе. По ходу турнира сборная Нигерии в полуфинале смогла победить сборную Бразилии со счётом 4:3. В финале 3 августа 1996 года Нигерия одолела Аргентину 3:2.
На Чемпионате Мира 1998 года, сборная Нигерии попала в одну группу с Болгарией, Парагваем и Испанией. Мало кто предполагал что «Супер Орлы» (прозвище сб. Нигерии) смогут выйти из группы. Но в первом же матче против звёздной сборной Испании, Нигерия одержала сенсационную победу со счётом 3:2, решающий третий мяч забил Олисе, пробив с 24 метровой дистанции. Его гол был назван одним из лучших на турнире. Нигерия вышла с первого места в 1/8 финала, но там уступила сборной Дании 1:4.
Сандей так же принимал участие в кубке африканских наций 2000 и 2002. Во многих матчах за сборную Сандей был капитаном.

### Тренерская карьера
В 2007 году Олисе работал спортивным директором в бельгийском клубе «Эйпен», а с 2008 по апрель 2009 года возглавлял клуб «Вервьетуаз», который выступал в третьем дивизионе «Б» бельгийского чемпионата.

## Достижения
Клубные
- Чемпион Нидерландов: 1998
- Обладатель Кубка Нидерландов: 1998, 1999
- Чемпион Германии: 2002

Национальные
- Обладатель Кубка Африки: 1994
- Олимпийский чемпион 1996 года